# Lecidea plana
Lecidea plana är en lavart som först beskrevs av Johann Gottlieb Franz-Xaver Lahm och som fick sitt nu gällande namn av William Nylander. 
Lecidea plana ingår i släktet Lecidea och familjen Lecideaceae.  Arten är reproducerande i Sverige. Inga underarter finns listade i Catalogue of Life.